# Kathy Eusse
Kathy Eusse (Medellín, 13 de febrero de 1986) en una modelo nacida en Colombia.
Ha sido modelo Top Model, con varios años de experiencia en el mundo del Modelaje, con presencia en: Revistas, Imagen de Campañas, Desfiles, vídeos musicales y Comerciales.

## Historia y trayectoria
Su carrera comenzó desde niña con un comercial de Johnson & Johnson, el cual fue reconocido. Es la imagen de varias campañas publicitarias, además de ser la portada de varias revistas del país y en los Estados Unidos.
Su aparición en la revista Maxim en español fue el impulsó a lanzar su carrera en el exterior a de su temprana edad. En ésta Revista Kathy Eusse fue invitada para participar en una sesión fotográfica para la edición en línea, y en pocos días la aceptación del público del medio, fue tal que las directivas de la publicación la escogieron para la edición impresa de Estados Unidos en invierno; como también en la edición MAXIM LATINOAMÉRICA, de la cual fue portada en el mes de marzo de 2009.
También se hizo reconocer por ser la imagen de las portadas de los cuadernos Norma y Soho durante varios años. Así como por haber sido la imagen de los celulares Xperia de Sony Ericsson y de la marca sueca de automóviles Volvo.

## Trabajos
Televisión
- Reconocimiento como top model en noticias RCN, noticias CARACOL y el canal FASHION TV.
- Comercial de campaña para Alberto VO5
- Vídeo musical para el cante Pipe Bueno.

Desfiles
- Feria Colombiamoda
- Feria Moda para el Mundo
- Desfile de lanzamiento como imagen de los cuadernos NORMA 2009 en el evento organizado por CAFAM, Bogotá.
- Desfile de lanzamiento como imagen de los cuadernos SOHO 2010 en el evento organizado por CAFAM, Bogotá.
- Aniversarios de las prendas Intimas Bésame.
- Hernán Zajar
- Chamela
- St.even
- Diesel
- EA lingerie
- Leonisa

Revistas
- Portada de MAXIM Latinoamérica (México, Argentina, Venezuela, Ecuador y Colombia).
- Portada conmemorativa de los 10 años de SOHO.
- DON JUAN
- ENFORMA
- IMAGEN
- TV y NOVELAS
- VIERNES del Colombiano
- Diario Q’Hubo
- Diario ADN
- Diario MIO

Imagen de
- Publicidad entre SONY ERICSSON y la Revista SOHO por el Lanzamiento del nuevo celular XPERIA X10  (2010).
- Cuadernos SOHO 2010, con sus respectivas giras Promocionales para la firma de autógrafos en las principales ciudades de Colombia.
- Cuadernos NORMA 2009, con sus respectivas giras promocionales para la firma de autógrafos en las principales ciudades de Colombia.
- Modelo exclusiva del Calendario CHEVROLET 2009.
- Modelo exclusiva de adidas para el evento oficial de la entrega del uniforme del Atlético Nacional en 2009
- Prendas Intimas BESAME
- Alberto VO5
- FIARA jeans 2011
- desodorante AXE
- SPA (LaFontan Spa)
- Forlux Jeans 2012
- Carroza de TIGO en el Carnaval de Barranquilla 2013
- Modelo de Imagen para la marca de automóviles VOLVO; Feria del AUTOMOVIL. Corferias, Bogotá.